# Wijken en buurten in Andijk
De Nederlandse gemeente Andijk was voor statistische doeleinden onderverdeeld in wijken en buurten. De gemeente was verdeeld in de volgende statistische wijken:
- Wijk 00 (CBS-wijkcode:036400)

Een statistische wijk kan bestaan uit meerdere buurten. Onderstaande tabel geeft de buurtindeling met kentallen volgens het Centraal Bureau voor de Statistiek (2008):
| CBS-buurtcode | Buurtnaam | Inwonertal | Opp. totaal (ha) | Opp. land (ha) | Ligging                |
| ------------- | --------- | ---------- | ---------------- | -------------- | ---------------------- |
| BU03640000    | Centrum   | 3460       | 308              | 301            | Locatie in de gemeente |
| BU03640001    | Midden    | 760        | 434              | 424            | Locatie in de gemeente |
| BU03640002    | Oost      | 940        | 949              | 830            | Locatie in de gemeente |
| BU03640003    | Bangert   | 1420       | 607              | 563            | Locatie in de gemeente |